# Benjamin Chew Howard
Benjamin Chew Howard (Baltimora, 5 novembre 1791 – Baltimora, 6 marzo 1872) è stato un politico statunitense.

## Biografia

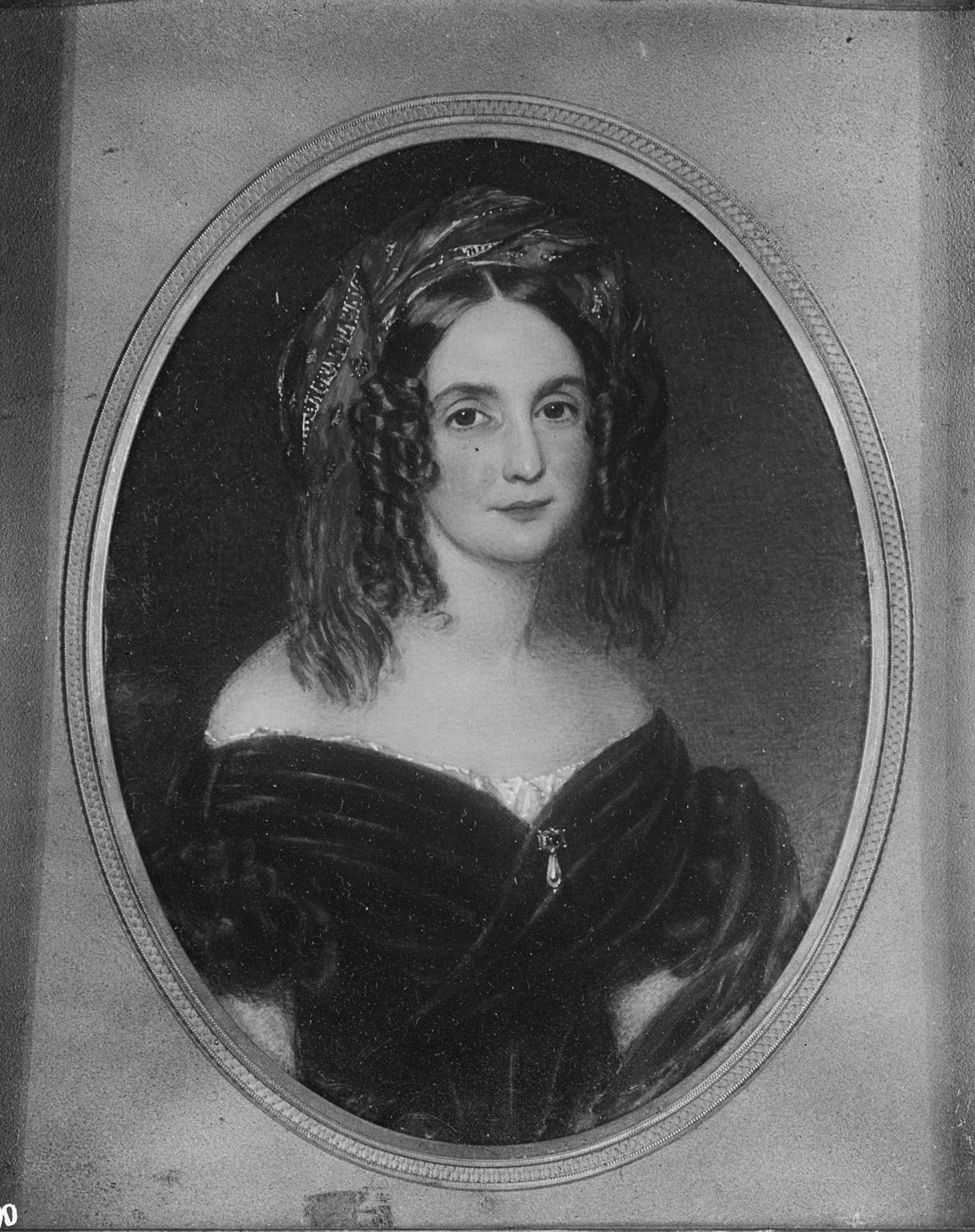
Jane Grant Gilmor, moglie di Benjamin Chew Howard

Howard nacque nella città di Baltimora, nello Stato del Maryland, figlio di John Eager Howard. Si diplomò all'Università di Princeton nel 1809 e venne riconosciuto dallo stesso istituto nel 1812 come Maestro d'Arte. Il suo studio sulla legislatura fu interrotto dal servizio militare nella guerra del 1812 dove ricevette il grado di brigadier generale. Rappresentò il Partito Democratico nel concilio cittadino di Baltimora del 1820 e nella Legislatura del Maryland. Partecipò al ventunesimo e al ventiduesimo Congresso degli Stati Uniti d'America, prestandovi servizio dal 4 marzo 1829 al 3 marzo 1833. Nel 1835 il Presidente statunitense Andrew Jackson incaricò lui e Richard Rush di arbitrare la contesa dei confini tra l'Ohio e il Michigan, chiamata Guerra di Toledo, causata dalla contesa del piccolo territorio della Striscia di Toledo, situato tra i due Stati.
Partecipò anche al ventiquattresimo e al venticinquesimo Congresso, mantenendo la sua carica dal 4 marzo 1835 al 3 marzo 1839. Durante il suo servizio nei Congressi, fu il Presidente della House Foreign Relations Committee per quattro anni.
Nel 1861 venne inviato dal Presidente statunitense James Buchanan per provare a trovare un accordo con gli Stati Confederati d'America. Quello stesso anno si candidò per le elezioni presidenziali del Maryland, senza riscuotere alcun successo. Morì a Baltimora, dove è tutt'oggi sepolto, nel Cimitero di Greenmount.

### Matrimonio
Nel 1818 sposò Jane Grant, che scriverà dopo la guerra civile un noto libro di cucina, Fifty Years in a Maryland Kitchen (Cinquant'anni in una cucina del Maryland), a scopo caritativo. La coppia ebbe dodici figli.